# Missoula
Missoula – miasto w Stanach Zjednoczonych, w stanie Montana, nad rzeką Clark Fork. Ośrodek administracyjny hrabstwa Missoula. Z populacją 75,5 tys. mieszkańców, jest drugim co do wielkości miastem Montany.
Missoula powstała w 1860 roku jako punkt handlowy na Mullan Road, pustynnym szlaku kolejowym między Fort Benton (Montana) i Walla Walla (Waszyngton). Dawniej nazywano ją Hellgate Village. 
Missoula jest domem dla University of Montana, publicznego uniwersytetu badawczego.
W mieście rozwinął się przemysł drzewny, papierniczy oraz spożywczy.
Miasta partnerskie
- Neckargemünd  Niemcy
- Palmerston North  Nowa Zelandia